# Adela (película de 1987)
Adela es una película española de 1987, dirigida por Carlos Balagué y protagonizada por Yani Forner y Fernando Guillén. Es la primera película estrenada en España protagonizada por una mujer trans.

## Argumento
Andrés (Fernando Guillén), un policía con veinte años de servicio, asciende a comisario jefe. Su vida se vuelve estresante debido a su nueva responsabilidad y su fracasado matrimonio, hasta que aparece Adela (Yani Forner), una mujer trans detenida por prostitución y que es conocedora de la vida nocturna barcelonesa. Enamorados y amantes, urden juntos un plan para hacerse con un alijo de droga.

## Reparto
El reparto incluye:
- Yani Forner
- Fernando Guillén
- Alfred Lucchetti
- Juan Viñalonga
- Pere Molina
- Jordi Serrat
- Marta Angelat
- Concha Leza
- Silvia Solar
- Leonardo Bronstein